# SBT Notícias (2013)
SBT Notícias foi um telejornal noturno brasileiro produzido e originalmente exibido pelo SBT. O telejornal foi criado por Silvio Santos, contando com a apresentação da jornalista Neila Medeiros, que veio da filial brasiliense da rede especificamente para apresentar o noticiário. A criação do telejornal foi feita para preencher um espaço no grade após uma reprise da telenovela Carrossel ter ido mal em audiência.
Inicialmente, o SBT Notícias tinha intenção de ser uma versão mais leve do policialesco Aqui Agora. O nome, que também seria Aqui Agora, foi divulgado pela emissora em um anúncio durante a programação, em que admitia ter errado ao reprisar Carrossel pouco tempo após o seu término. Nos dias seguintes, o mesmo anúncio divulgou que o jornalístico se chamaria Boletim de Ocorrências, que por último foi alterado para SBT Notícias.
O noticiário estreou em 23 de setembro de 2013, mas foi cancelado devido aos baixos índices de audiência conquistado por ele, tendo a sua última edição sendo exibida no dia 15 de novembro de 2013, após quase dois meses de sua estreia. O horário ocupado pelo telejornal após seu cancelamento foi destinado a reprises da série Eu, a Patroa e as Crianças.

## Formato
Inicialmente chamado de Aqui Agora, o programa seguiria o formato que foi consagrado pelo mesmo telejornal exibido pelo SBT entre 1991 e 1997 baseado em um programa da Rede Tupi com o título homônimo, e que acabou influenciando programas de outras emissoras, como o Brasil Urgente (Band), Cidade Alerta (Record) e o Repórter Cidadão (RedeTV!). Com as mudanças impostas pela emissora antes de sua estreia, o programa passou a ter um formato diferente do Aqui Agora, sendo mais leve em comparação aos seus concorrentes que exibem notícias mais pesadas.

## Equipe e estrutura
O SBT Notícias foi apresentado pela jornalista Neila Medeiros, que contava com a participação da apresentadora do telejornal SBT Rio Isabele Benito, além de uma equipe de 35 profissionais ao todo, sendo que 15 deles são jornalistas, entre eles a repórter Elizandra Carelli, que já passou pela EPTV e a repórter Maria Esmeraldina, que fazia reportagens sobre a melhor idade.
O programa possui também uma estrutura que conta com links ao vivo e helicópteros espalhados pelas cidades de São Paulo e do Rio de Janeiro.

## Desenvolvimento

### Cancelamento deCarrossele escolha da apresentadora
Com o resultado insatisfatório da reprise da telenovela Carrossel nos índices de audiência, que tinha acabado um mês antes de ser reexibida, Silvio Santos decidiu cancelar a atração para dar espaço a um novo jornal, inicialmente chamado de Aqui Agora. A decisão foi comunicada ao público por meio de um comunicado exibido nos intervalos comerciais da emissora, que foi escrito pelo próprio Silvio Santos. Neila Medeiros foi escolhida para apresentar o telejornal, que segundo o comunicado, é “a única apresentadora capaz de apresentar sozinha o programa [...] enfrentando Datena e Marcelo Rezende”.
Antes de ser escolhida como apresentadora, Neila era âncora do telejornal local do SBT Brasília.  A jornalista ficou conhecida nacionalmente após um vídeo de seu programa ser publicado no YouTube, criticando o secretário de obras da cidade de Luiziânia por pôr a culpa de atrasos de obras na imprensa. Isso acabou chamando a atenção da sede da emissora, sendo que meses depois Neila foi chamada pelo diretor nacional de jornalismo da emissora, Marcelo Parada, para cobrir as férias do apresentador César Filho no comando da edição de São Paulo do Jornal do SBT Manhã. A apresentadora acabou se transferindo da filial de Brasília para a sede da emissora em Osasco, mas até então ficou sem função.

### Mudanças de nome
Na segunda-feira, dia 16 de setembro, o título do programa foi alterado de Aqui Agora para Boletim de Ocorrências. No dia seguinte, o título do programa mudou mais uma vez, passando a ser chamado de SBT Notícias. As alterações no título do programa também foram feitas por decisão de Silvio Santos.

## Estreia e audiência
A estreia do jornalístico foi marcada para o dia 23 de setembro, uma segunda-feira, no lugar da reprise de Carrossel. No dia da estreia, o programa registrou 5 pontos de média e 7 de pico no Ibope da grande São Paulo, mantendo os índices anteriores registrados pela emissora com Carrossel.

## Cancelamento
Após registrar números considerados muito baixos para a audiência da emissora, Silvio Santos decidiu cancelar o telejornal. A sua última edição foi exibida no dia 15 de novembro, sendo que o programa foi substituído por reprises da série americana Eu, a Patroa e as Crianças.